# Pierre Trentin
Pierre Trentin (Créteil, 15 de mayo de 1944) es un deportista francés que compitió en ciclismo en la modalidad de pista, especialista en las pruebas de velocidad, contrarreloj y tándem.
Participó en cuatro Juegos Olímpicos de Verano, entre los años 1964 y 1976, obteniendo en total cuatro medallas, bronce en Tokio 1964, en el kilómetro contrarreloj, y tres en México 1968, oro en el kilómetro contrarreloj, oro en tándem (haciendo pareja con Daniel Morelon) y bronce en velocidad individual.
Ganó 11 medallas en el Campeonato Mundial de Ciclismo en Pista entre los años 1962 y 1971.

## Medallero internacional
| Juegos Olímpicos   | Juegos Olímpicos          | Juegos Olímpicos  | Juegos Olímpicos         |
| Año                | Lugar                     | Medalla           | Competición              |
| ------------------ | ------------------------- | ----------------- | ------------------------ |
| 1964               | Tokio (Japón)             | Medalla de bronce | 1 km contrarreloj        |
| 1968               | Ciudad de México (México) | Medalla de oro    | 1 km contrarreloj        |
| 1968               | Ciudad de México (México) | Medalla de oro    | Tándem                   |
| 1968               | Ciudad de México (México) | Medalla de bronce | Velocidad individual     |
| Campeonato Mundial |                           |                   |                          |
| Año                | Lugar                     | Medalla           | Competición              |
| 1962               | Milán (Italia)            | Medalla de bronce | Velocidad individual (A) |
| 1963               | Rocourt (Bélgica)         | Medalla de bronce | Velocidad individual (A) |
| 1964               | París (Francia)           | Medalla de oro    | Velocidad individual (A) |
| 1966               | Fráncfort (RFA)           | Medalla de oro    | 1 km contrarreloj (A)    |
| 1966               | Fráncfort (RFA)           | Medalla de oro    | Tándem (A)               |
| 1966               | Fráncfort (RFA)           | Medalla de plata  | Velocidad individual (A) |
| 1967               | Ámsterdam (Países Bajos)  | Medalla de plata  | Velocidad individual (A) |
| 1967               | Ámsterdam (Países Bajos)  | Medalla de plata  | Tándem (A)               |
| 1969               | Brno (Checoslovaquia)     | Medalla de bronce | Tándem (A)               |
| 1971               | Varese (Italia)           | Medalla de bronce | 1 km contrarreloj (A)    |
| 1971               | Varese (Italia)           | Medalla de bronce | Tándem (A)               |

## Palmarés
- 1961
  - Campeón de Francia júnior en ruta
- 1963
  - Campeón de Francia amateur de velocidad 
  - 1.º en el Gran Premio de París en velocidad amateur
- 1964
  - Campeón del mundo amateur de velocidad 
  - 1.º en el Gran Premio de París en velocidad amateur
  - Medalla de bronce a los Juegos Olímpicos de Tokio en kilómetro contrarreloj
- 1965
  - Campeón de Francia amateur de velocidad 
  - 1.º en el Gran Premio de París en velocidad amateur
- 1966 
  - Campeón del mundo amateur del kilómetro contrarreloj 
  - Campeón del mundo amateur de tándem, con Daniel Morelon
- 1967
  - 1.º en el Gran Premio de París en velocidad amateur
- 1968
  - Medalla de oro a los Juegos Olímpicos de Ciudad de México en kilómetro contrarreloj 
  - Medalla de oro a los Juegos Olímpicos de Ciudad de México en tándem, con Daniel Morelon 
  - Medalla de bronce a los Juegos Olímpicos de Ciudad de México en velocidad individual
- 1969
  - 1.º en el Gran Premio de París en velocidad
  - 1.º en el Gran Premio de París en velocidad amateur
- 1974
  - 1.º en el Gran Premio de París en velocidad amateur
- 1980
  - Campeón de Francia de medio fondo